# Fonoincisore

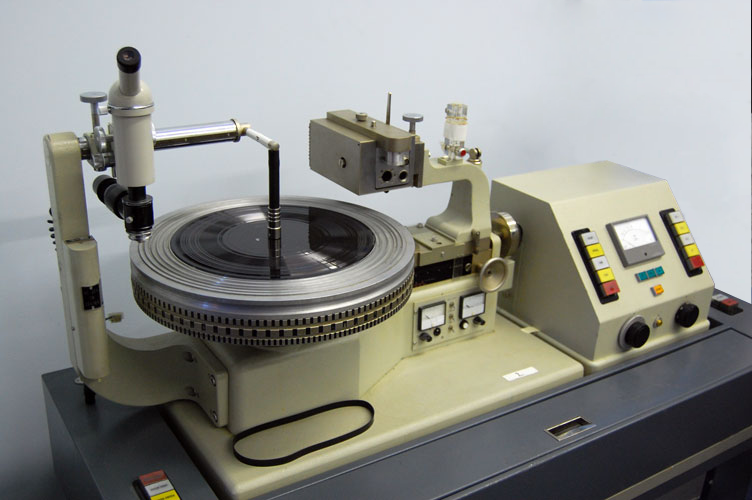
Fonoincisore Neumann VMS-70

Il fonoincisore è un particolare tipo di tornio, impiegato nell'industria discografica, per l'incisione di matrici utilizzate come master per la stampa in serie di dischi in vinile. Per tale motivo è noto anche come tornio incisore di matrici per dischi in vinile.

## Descrizione e funzionamento

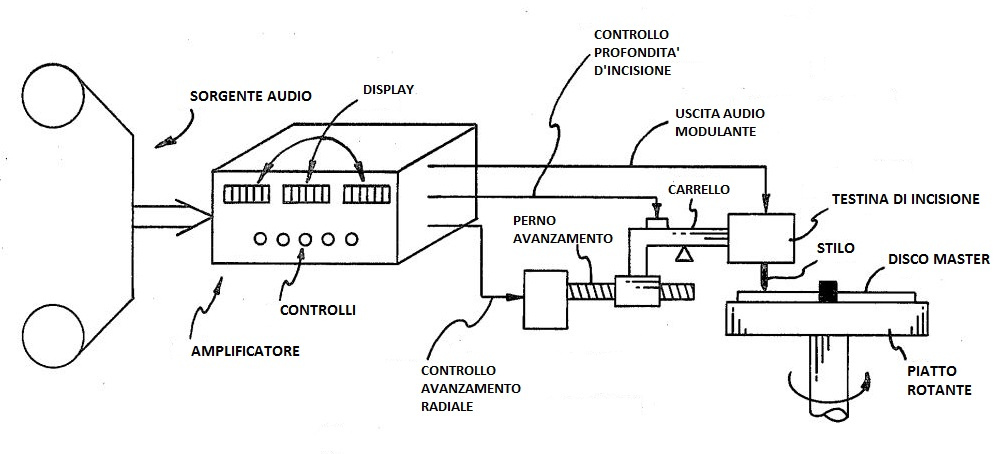
Schema generale di un Fonoincisore

Un fonoincisore è composto da parti elettromeccaniche e componenti elettronici tra cui distinguiamo:
- Piatto rotante
- Amplificatore audio
- Testina di incisione
- Puntina di incisione.

Il piatto rotante è la base dove viene appoggiato e fissato, tramite una ghiera, il master da incidere. Generalmente è molto pesante per garantire che il disco giri in modo uniforme e collegato ad un motore sincrono affinché giri ad una velocità rigorosamente costante. La velocità di rotazione viene regolata a 33 giri/min per un LP e 45 giri/min per un singolo e controllata tramite uno strumento stroboscopico. Il piatto deve essere disposto perfettamente in piano rispetto al pavimento, per tale scopo la struttura del fonoincisore è dotata di una bolla di livello e poggia su quattro piedini regolabili.
L' amplificatore audio è il dispositivo che riceve il segnale audio e che, dopo averlo opportunamente filtrato e amplificato, lo invia alla testina di incisione. È dotato di un particolare filtro denominato RIAA. Questo tipo di equalizzazione si rende necessaria perché le onde a bassa frequenza, rispetto alle alte, inciderebbero un solco di ampiezza tale da invadere e tagliare quello adiacente. Si è ovviato al problema comprimendo nella fase di incisione le frequenze basse, esaltando al contempo le frequenze alte. In fase di riproduzione viene applicata l'equalizzazione contraria, il risultato finale sarà un suono analogo a quello di partenza.
La testina di incisione è un trasduttore che trasforma il segnale elettrico, all'uscita dell'amplificatore, in movimento meccanico da trasmettere alla puntina di incisione. La testina è costituita da due trasduttori magnetici, uno per canale, disposti a 90° tra loro e a 45° rispetto al piano del disco. Questa configurazione, denominata sistema 45/45 fu introdotta dalla Westrex nel 1957 per l'incisione stereo ed è tuttora utilizzata. Durante l'incisione la testina tramite un asse filettato viene fatta avanzare dall'esterno del disco verso il suo asse, creando così un solco a spirale modulato dal segnale dell'uscita dell'amplificatore. L'avanzamento della testina può avvenire in modo continuo, creando così una spirale a "passo costante", oppure controllato tramite un computer creandone una a "passo variabile". Quest'ultimo metodo è utilizzato al fine di ottimizzare la durata della registrazione.
La puntina di incisione è un utensile a forma di "V" di materiale duro (di solito zaffiro o rubino sintetico) che è collegato direttamente alla testina di incisione. La puntina viene spinta sul disco dal peso della testina, opportunamente bilanciato, in modo da incidere il disco. La vibrazione della testina viene trasmessa all'utensile che crea il microsolco irregolare. L'angolo del microsolco è di 90° ed il lato rivolto all' interno rappresenta il canale sinistro, mentre il lato rivolto all'esterno rappresenta il canale destro.

## Storia

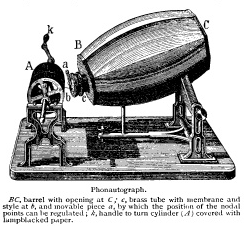
1856 - Fonoautografo di Scot

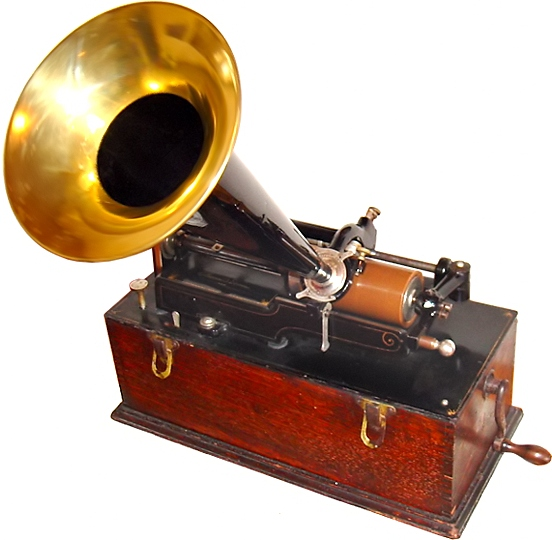
1887 - Fonografo di Edison

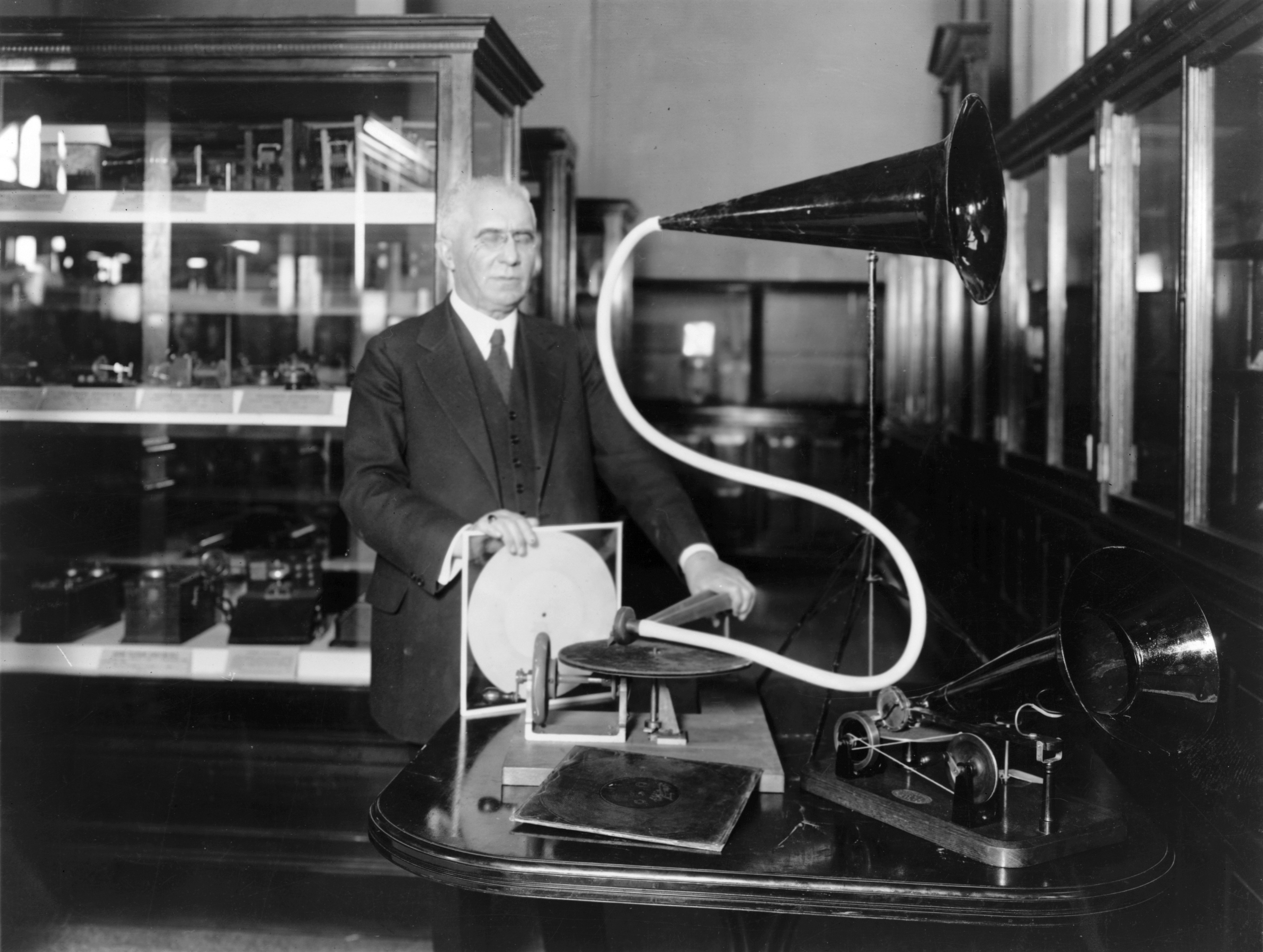
1910-1929 - Emil Berliner con un Grammofono

### Incisione meccanica
La prima registrazione dei suoni fu effettuata dal francese Édouard-Léon Scott de Martinville nel 1856 con il suo fonautografo (FR17897/31470). L'apparecchio utilizzava un corno, per raccogliere il suono che, collegato a un diaframma, faceva vibrare una setola rigida registrando un'immagine su un cilindro a manovella patinato di nerofumo. Il fonoautografo poteva solo registrare il suono senza riprodurlo. Nel 1887 Thomas Edison fece un passo avanti quando realizzò il Fonografo (US386974), un dispositivo simile a quello di Scott. La macchina di Edison permetteva la registrazione e la riproduzione del suono su un cilindro rotante ricoperto da un sottile strato di stagno. Un cornetto acustico captava il suono che, tramite una membrana, faceva vibrare uno stilo il quale a sua volta incideva un solco a spirale sullo strato di stagno del cilindro rotante. Nel 1888 Emile Berliner, uno scienziato tedesco, perfezionò il fonografo di Edison, sostituendo il cilindro con un disco. L'apparecchio, chiamato grammofono (US564586), era dotato di un piatto rotante sul quale veniva poggiato un disco di cartone ricoperto di cera. Lo stilo, vibrando lateralmente, incideva il solco a spirale sullo strato di cera del disco in movimento.
Nel 1906 la casa discografica francese Pathè, inizialmente produttrice di cilindri, iniziò a incidere anche su dischi. L'incisione era monofonica di tipo verticale e il solco partiva dal centro verso l'esterno a una velocità variabile tra i 90 e i 100 giri al minuto. Agli inizi del XX secolo non veniva ancora utilizzato il microfono ed il suono era captato attraverso dispositivi del tutto meccanici. Inoltre non c'era un accordo fra le case discografiche in merito alla velocità del disco che solo nel 1925 fu standardizzata a 78 giri al minuto.

### Incisione elettrica
Negli anni '20 del XX secolo vi furono ulteriori sviluppi nel campo dell'elettronica e furono realizzati i primi microfoni destinati all'uso discografico. Si pensò quindi di captare il suono attraverso di essi per poi inciderlo sui dischi. Infatti nel 1925 fu inventata l'incisione elettrica (US1637082) da parte della Westrex e la qualità del suono inciso risultò notevolmente migliorata. Nel frattempo nel 1937, in Inghilterra Alan Blumlein, un ingegnere della EMI, brevettò (US2093540) un'avanzata tecnica per l'incisione di due segnali distinti in un unico solco per la riproduzione stereofonica. Purtroppo la EMI precorse un poco i tempi e non riuscì a diffondere l'invenzione di Blumlein che sarà alla base di quelle utilizzate in seguito. Nel 1948 negli Stati Uniti la Columbia brevettò il primo disco microsolco a 33 giri, nei due formati da 25 cm e da 30 cm di diametro. Seguì nel 1949 la RCA, sua eterna concorrente, che introdusse sul mercato il disco a 45 giri da 17 cm. I due supporti, entrambi in vinile, rappresentarono una svolta epocale.

### Hi-Fi e stereofonia
Negli anni '50 si parlava già di alta fedeltà, anche se i fonoincisori dell'epoca erano monofonici, quindi si iniziò a pensare come incidere in stereofonia, cosa allora possibile solo su supporti magnetici. Iniziarono così vari esperimenti e tentativi come quello di incidere due solchi paralleli, uno per canale, sul disco. Tale sistema avrebbe avuto dei problemi, soprattutto durante la riproduzione, perché sarebbe stato difficile – se non impossibile – posizionare correttamente la testina di riproduzione, dotata anch'essa di due puntine. La Decca Records sviluppò un sistema, chiamato 0/90, basato sullo spostamento verticale e laterale della puntina rispettivamente per i due canali. La svolta si ebbe nel 1957 col sistema 45/45 introdotto dalla Westrex: il brevetto di Alan Blumlein era da poco scaduto e la Westrex ne approfittò sviluppando un sistema di registrazione stereo prendendo largo spunto dall'invenzione di Blumlein fatta 20 anni prima.

### Standardizzazione
Nel novembre del 1957, si tenne a Zurigo un congresso organizzato dalla I.E.C., fra i rappresentanti dei fabbricanti europei di dischi dediti allo studio della registrazione stereofonica. Fu deciso all'unanimità di adottare il sistema 45/45 rinviando la pubblicazione a quando fosse stato ben chiaro che il sistema era in accordo con le raccomandazioni della R.I.A.A. La pubblicazione avvenne il 1º gennaio 1958 con la prima edizione della norma IEC98 (oggi IEC60098 ed1.0).

## Compromesso fra qualità e durata
La qualità del suono registrato, oltre che dalla risposta in frequenza della testina di incisione e dal diametro della puntina di incisione, è fortemente legata alla velocità di rotazione alla quale è stato inciso il disco (ovviamente durante la riproduzione la velocità del giradischi deve essere la stessa). In teoria maggiore è la velocità di rotazione, tanto maggiore sarà la qualità ottenuta. Inoltre non bisogna confondere la velocità di rotazione, ovvero velocità angolare, che è costante, con la velocità periferica, che è variabile e che determina la qualità del suono. La velocità periferica è massima all' esterno del disco e man mano che la puntina scorre lungo la spirale del solco, diminuisce influendo sulla qualità del suono. Ovviamente bisogna tener conto del fatto che, aumentando la velocità del disco, diminuisce il tempo a disposizione per la registrazione. La durata di una registrazione dipende dai seguenti fattori: 
1. Il diametro esterno del disco .
2. La minima velocità periferica a cui i suoni possono essere registrati correttamente .
3. Il numero di spire o solchi incisi per pollice di raggio .
4. La velocità angolare alla quale il disco viene fatto ruotare .

La minima velocità periferica alla quale è possibile registrare un suono dipende dalla frequenza massima da registrare e dal diametro della puntina che deve riprodurlo. Si è sperimentato che con la registrazione di suoni fino a 6.000 Hz, che devono essere riprodotte con le attuali puntine commerciali, il valore minimo della velocità lineare è di circa 2,5 cm al secondo. La relazione esistente tra i suddetti quattro fattori può essere meglio illustrata dalle seguenti equazioni:
- R = raggio, in pollici, della parte esterna dell'incisione sul disco.
- r = raggio, in pollici, della parte interna dell'incisione sul disco.
- N = numero di spire o solchi incisi per pollice di raggio .
- υmin = velocità tangenziale minima possibile, in pollici al secondo, alla quale il suono può essere registrato.
- ω = velocità angolare di rotazione del disco in radianti al secondo .
- t = durata, in secondi, della registrazione.
- tmax= durata massima efficace, in secondi, della registrazione
- ωmax = velocità angolare di rotazione del disco, in radianti al secondo, corrispondente al tempo di esecuzione tmax
- T = durata, in minuti, della registrazione.
- Tmax = durata massima efficace, in minuti, della registrazione.
- W = velocità angolare di rotazione del disco, in giri al minuto.
- Wmax = velocità angolare di rotazione del disco, in giri al minuto, corrispondente al tempo di esecuzione Tmax
- θ = angolo totale attraverso cui il disco ruoterà per tutto il tempo t .

Poiché la velocità minima si verifica all'interno del disco, cioè quando il raggio è uguale a r,
{\displaystyle v_{min}=\omega r\qquad {\mbox{(1)}}}
Il numero totale di giri che la registrazione farà sarà uguale a {\displaystyle (R-r)N}, quindi l'angolo totale attraverso cui il disco ruoterà sarà rappresentato da
{\displaystyle \theta =2\pi N(R-r)\qquad {\mbox{(2)}}}
Inoltre
{\displaystyle \theta =\omega t=2\pi N(R-r)\qquad {\mbox{(3)}}}
Sostituendo il valore di ω dall'equazione (1) nell'equazione (3) e risolvendo rispetto a t otteniamo:
{\displaystyle t={{2\pi Nr} \over {v_{min}}}(R-r)\qquad {\mbox{(4)}}}
Allo stesso modo, sostituendo il valore di r dall'equazione (1) nell'equazione (3) e risolvendo rispetto a t otteniamo:
{\displaystyle t={{2\pi N} \over {\omega }}\left(R-{v_{min} \over \omega }\right)\qquad {\mbox{(5)}}}
Risolvendo l'equazione (5) per un valore massimo di t, troviamo che t è un massimo quando la velocità angolare è data da:
{\displaystyle \omega _{max}={2v_{min} \over R}\qquad {\mbox{(6)}}}
Sostituendo questo valore di ωmax per ω nell'equazione (1), troviamo che quando t è un massimo,
{\displaystyle r={R \over 2}\qquad {\mbox{(7)}}}
Sostituendo il valore di ωmax dell'equazione (6) per ω nell'equazione (5) oppure il valore di r dell'equazione (7) nell'equazione (4), viene ottenuto un valore massimo per t.
{\displaystyle t_{max}={{\pi NR^{2}} \over {2v_{min}}}\qquad {\mbox{(8)}}}
Eliminando R dall'equazione (6) e (8), otteniamo la seguente equazione:
{\displaystyle {t_{max}{\omega _{max}}^{2}=2\pi Nv_{min}={\mbox{costante}}}\qquad {\mbox{(9)}}}
Per motivi di semplicità, le equazioni (5),(6),(8) e (9), possono essere riscritte esprimendo velocità angolare, in giri al minuto anziché radianti al secondo, e tempo in minuti invece di secondi. Esse allora diventano:
{\displaystyle T={{N} \over {W}}\left(R-{30v_{min} \over \pi W}\right)\qquad {\mbox{(10)}}}
{\displaystyle W_{max}={60v_{min} \over \pi R}\qquad {\mbox{(11)}}}
{\displaystyle T_{max}={{\pi NR^{2}} \over {120v_{min}}}\qquad {\mbox{(12)}}}
{\displaystyle {T_{max}{W_{max}^{2}}={{30Nv_{min}} \over {\pi }}}\qquad {\mbox{(13)}}}
Dall'analisi matematica fatta sopra, è evidente che la durata massima efficace Tmax , in minuti, della registrazione di determinata dimensione si ottiene quando: 
- la distanza r fra il centro del disco e la parte interna incisa, deve essere sostanzialmente la metà della distanza R fra il centro del disco e la parte esterna incisa. (equazione n. 7)
- la velocità di registrazione Wmax, in giri al minuto, deve essere sostanzialmente pari a 60 volte la velocità periferica minima V0, in pollici al secondo, diviso per π volte la distanza R, in pollici, fra il centro del disco e la parte esterna incisa. (equazione n. 11)

## Compatibilità fra i sistemi
Quando il sistema 45/45 fu standardizzato vi fu il problema di come permettere alla testina a configurazione 0/90 che incideva radialmente per un canale e verticalmente al disco per l'altro di incidere secondo la norma. Per fare ciò si potrebbe ruotare fisicamente la testina di 45°, ma è molto più semplice manipolare i due segnali d'ingresso. Infatti, supponendo che X e Y siano i segnali relativi ai due canali stereo, li possiamo ruotare di 45° utilizzando le equazioni della geometria analitica relative alla rotazione degli assi:
{\displaystyle {\begin{cases}x=X\cos \alpha -Y\sin \alpha &\\\\y=Y\sin \alpha +Y\cos \alpha \end{cases}}}
Tali equazioni si semplificano ulteriormente, in quanto la rotazione che bisogna ottenere è di 45°:
{\displaystyle \alpha =45^{\circ }\Rightarrow \sin \alpha =\cos \alpha ={{\sqrt {2}} \over 2}}
Semplificando, possiamo scrivere le equazioni nella seguente forma:
{\displaystyle {\begin{cases}x={{\sqrt {2}} \over 2}(X-Y)&\\\\y={{\sqrt {2}} \over 2}(X+Y)\end{cases}}}
A questo punto per comodità convertiamo il valore di {\displaystyle {{\sqrt {2}} \over 2}} in decibel:
{\displaystyle 10\log {{\sqrt {2}} \over 2}=-1,50dB}
Osservando bene le equazioni è evidente che per ruotare di 45° i due segnali d'ingresso, basta attenuare i segnali di 1,50 dB e manipolarli in modo tale da inviare un segnale mono (X+Y) su una bobina della testina e un segnale differenza (X-Y) sull'altra bobina della testina.

## Modelli di fonoincisori
Spesso la testina di incisione era venduta come accessorio del tornio, quindi capitava che una data marca e modello di testina veniva adattata e montata su torni di alte marche o modelli. La tabella sottostante è relativa a macchina e testina dello stesso produttore vendute come modello base.
| Anno | Produttore   | Modello tornio  | Modello testina | Canali | Sistema incisione | Velocità (giri/min) | Ris. in frequenza (Hz) |
| ---- | ------------ | --------------- | --------------- | ------ | ----------------- | ------------------- | ---------------------- |
| 2001 | Vestax       | VRX-2000        | VCH-1           | Stereo | 45/45             | 33 - 45             |                        |
| 1940 | SAFAR        | Fonoincisore 43 |                 | Mono   |                   |                     |                        |
| 1950 | Fairchild    | 523             |                 | Mono   |                   | 78 - 33             | 30-10.000              |
| 1957 | Neumann GmbH | AM 32           | ZS 90/45        | Stereo | 0/90 - 45/45      | 33 - 45 - 78        | 30-15.000              |
| 1951 | Presto       | K-10            |                 | Mono   |                   | 78 - 33             |                        |